# Husseinitorden

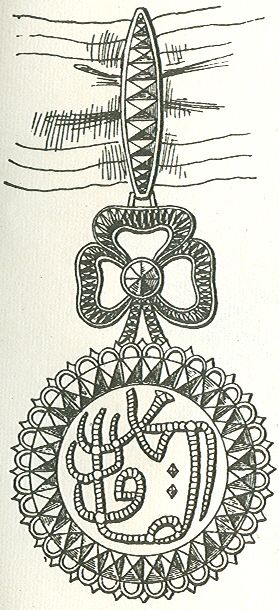
Husseinitorden

Husseinitorden var en orden i en klass instiftad 1839 av bejen Sadi Ahmed, uppkallad efter den i Tunisien regerande Husseindynastin.